# Dipterocarpus rotundifolius
Dipterocarpus rotundifolius är en tvåhjärtbladig växtart som beskrevs av Foxworthy. Dipterocarpus rotundifolius ingår i släktet Dipterocarpus och familjen Dipterocarpaceae. Inga underarter finns listade i Catalogue of Life.